# Ilka
Ilka (ros. Илька) – wieś w Rosji, w Buriacji, w rejonie zaigrajewskim. W 2010 liczyła 2168 mieszkańców.